# Henry Martín
Henry Josué Martín Mex (sinh ngày 18 tháng 11 năm 1992) là một cầu thủ bóng đá chuyên nghiệp người México hiện thi đấu ở vị trí tiền đạo cho câu lạc bộ América tại Liga MX và đội tuyển quốc gia México.

## Thống kê sự nghiệp

### Câu lạc bộ
Tính đến 22 tháng 10 năm 2022
| Club         | Division     | League       | League | League | Cup  | Cup   | Continental | Continental | Other | Other | Total | Total |
| Club         | Division     | Season       | Apps   | Goals  | Apps | Goals | Apps        | Goals       | Apps  | Goals | Apps  | Goals |
| ------------ | ------------ | ------------ | ------ | ------ | ---- | ----- | ----------- | ----------- | ----- | ----- | ----- | ----- |
| Venados      | Ascenso MX   | 2013–14      | 29     | 8      | 5    | 4     | —           | —           | —     | —     | 34    | 12    |
| Tijuana      | Liga MX      | 2014–15      | 21     | 1      | 12   | 5     | —           | —           | —     | —     | 33    | 6     |
| Tijuana      | Liga MX      | 2015–16      | 22     | 3      | 6    | 0     | —           | —           | —     | —     | 28    | 3     |
| Tijuana      | Liga MX      | 2016–17      | 15     | 1      | 6    | 2     | —           | —           | —     | —     | 21    | 3     |
| Tijuana      | Liga MX      | 2017–18      | 8      | 0      | 4    | 0     | —           | —           | —     | —     | 12    | 0     |
| Tijuana      | Total        | Total        | 66     | 5      | 28   | 7     | —           | —           | —     | —     | 94    | 12    |
| América      | Liga MX      | 2017–18      | 17     | 5      | —    | —     | 6           | 3           | —     | —     | 23    | 8     |
| América      | Liga MX      | 2018–19      | 34     | 6      | 12   | 8     | —           | —           | 2     | 0     | 48    | 14    |
| América      | Liga MX      | 2019–20      | 25     | 10     | —    | —     | 1           | 1           | —     | —     | 26    | 11    |
| América      | Liga MX      | 2020–21      | 34     | 15     | —    | —     | 4           | 1           | —     | —     | 38    | 16    |
| América      | Liga MX      | 2021–22      | 34     | 6      | —    | —     | —           | —           | —     | —     | 34    | 6     |
| América      | Liga MX      | 2022–23      | 21     | 13     | —    | —     | —           | —           | —     | —     | 21    | 13    |
| América      | Total        | Total        | 165    | 55     | 12   | 8     | 11          | 5           | 2     | 0     | 190   | 68    |
| Career total | Career total | Career total | 260    | 68     | 45   | 19    | 11          | 5           | 2     | 0     | 318   | 92    |

1. 1 2 3  Appearances in CONCACAF Champions League
2. ↑  Appearance in Campeón de Campeones, appearance in Campeones Cup

### Quốc tế
Tính đến ngày 24 tháng 3 năm 2024
| México | México | México |
| Năm    | Trận   | Bàn    |
| ------ | ------ | ------ |
| 2015   | 1      | 0      |
| 2018   | 4      | 1      |
| 2020   | 3      | 1      |
| 2021   | 8      | 2      |
| 2022   | 13     | 3      |
| 2023   | 12     | 2      |
| 2024   | 2      | 0      |
| Tổng   | 43     | 9      |

#### Bàn thắng quốc tế
Bàn thắng và kết quả của México được để trước.
| #  | Ngày                 | Địa điểm                                                     | Đối thủ     | Bàn thắng | Kết quả | Giải đấu                        |
| -- | -------------------- | ------------------------------------------------------------ | ----------- | --------- | ------- | ------------------------------- |
| 1. | 11 tháng 10 năm 2018 | Sân vận động Universitario, San Nicolás de los Garza, México | Costa Rica  | 2–2       | 3–2     | Giao hữu                        |
| 2. | 30 tháng 9 năm 2020  | Sân vận động Azteca, Mexico City, México                     | Guatemala   | 1–0       | 3–0     | Giao hữu                        |
| 3. | 30 tháng 6 năm 2021  | Sân vận động Nissan, Nashville, Hoa Kỳ                       | Panama      | 3–0       | 3–0     | Giao hữu                        |
| 4. | 2 tháng 9 năm 2021   | Sân vận động Azteca, Mexico City, Mexico                     | Jamaica     | 2–1       | 2–1     | Vòng loại FIFA World Cup 2022   |
| 5. | 27 tháng 1 năm 2022  | Sân vận động Độc lập, Kingston, Jamaica                      | Jamaica     | 1–1       | 2–1     | Vòng loại FIFA World Cup 2022   |
| 6. | 11 tháng 6 năm 2022  | Sân vận động Corona, Torreón, México                         | Suriname    | 2–0       | 3–0     | CONCACAF Nations League 2022–23 |
| 7. | 30 tháng 11 năm 2022 | Sân vận động Lusail Iconic, Lusail, Qatar                    | Ả Rập Xê Út | 1–0       | 2–1     | FIFA World Cup 2022             |
| 8. | 29 tháng 6 năm 2023  | Sân vận động State Farm, Glendale, Hoa Kỳ                    | Haiti       | 1–0       | 3–1     | Cúp Vàng CONCACAF 2023          |
| 9. | 12 tháng 7 năm 2023  | Sân vận động Allegiant, Paradise, Hoa Kỳ                     | Jamaica     | 1–0       | 3–0     | Cúp Vàng CONCACAF 2023          |